# Пуфінур перуанський
Пуфінур перуанський (Pelecanoides garnotii) — вид буревісникоподібних птахів родини пуфінурових (Pelecanoididae).

## Поширення
Вид поширений вздовж тихоокеанського узбережжя Чилі та Перу. Світова популяція, за даними 1995—1996 років, становить понад 12 тис. гніздових пар.

## Опис
Невеликий птах завдовжки 15 см та вагою 200 г. Верхня частина тіла чорна, нижня — біла. Лапи блакитні.

## Спосіб життя
Мешкає вздовж морського узбережжя. Живиться рибою та ракоподібними. Гніздиться на островах та важкодоступних місцях на скелястих берегах. Розмножуватися може у будь-яку пору року. Гніздо має вигляд невеликої ямки у землі або гуано. У гнізді одне яйце.